# Ngapoi Ngawang Jigme
Ngabö Ngawang Jigme, også kendt som Ngapoi Ngawang Jigme (født 1. februar 1910 i Lhasa i Tibet, død 23. december 2009 i Beijing) var en tibetansk-kinesisk politiker som spillede en vigtig rolle da Tibet blev inkorporeret i Folkerepublikken Kina.

## Biografi
Ngabö Ngawang Jigme stammer fra en aristokratisk familie i Lhasa og blev sendt ud for at studere i Storbritannien. I 1932 vendte han tilbage til Tibet og kom ind i den tibetanske hær.Han havde også poster i Statsrådet og Den nationale folkekongress. 
1. ↑  Navnet er anført på engelsk og stammer fra Wikidata hvor navnet endnu ikke findes på dansk.